# Duralex
Duralex es una empresa francesa fabricante de vidrio templado, de vajillas y de enseres de cocina, situada en La Chapelle-Saint-Mesmin, en Loiret (Francia). Utilizando una técnica desarrollada en la década de 1930 por Saint-Gobain, el vidrio acabado de moldear se calienta a 600 grados centígrados, después se enfría muy rápidamente y esto le da una resistencia al impacto dos veces superior al vidrio normal.
El vaso "Picardía" y el vaso "Gigogne" son dos de los productos más conocidos de la compañía. La copa Gigogne forma parte de la colección permanente del Museo de Artes Decorativas de París. En España se popularizó a mediados de siglo el vaso Saboya 8 para el café belmonte debido a su tamaño y a la marca inferior ideal para la dosis de leche condensada.
La revista This Old House consideró los platos de cocción de vidrio OvenChef de Duralex uno de los mejores productos para el hogar de 2014, citando la capacidad de los platos de soportar amplios vaivenes de temperatura sin romperse.
La marca está tomada del lema latino "Dura lex, sed lex" ( "La ley es dura, pero es la ley").
El 23 de septiembre de 2020, un tribunal comercial de Orleans declaró la empresa en quiebra por suspensión de pagos, sin embargo, la compañía fue finalmente salvada al ser adquirida por el grupo francés International Cookware en enero de 2021, manteniendo la marca y relanzando su producción. Finalmente, en julio de 2024, la empresa se constituyó como una Sociedad Cooperativa de Producción de Trabajadores (Scop) con el apoyo de la dirección y el 60% del personal trabajador.